# Alfredo Navarro
Alfredo Navarro Benítez (Montevidéu, 4 de maio de 1868 — Montevidéu, 17 de maio de 1951) foi um médico e político uruguaio, pertencente ao Partido Colorado. Serviu como primeiro vice-presidente do Uruguai entre 1934 e 1938.